# 20472 Mollypettit
20472 Mollypettit è un asteroide della fascia principale. Scoperto nel 1999, presenta un'orbita caratterizzata da un semiasse maggiore pari a 2,4055504 UA e da un'eccentricità di 0,1299834, inclinata di 3,35497° rispetto all'eclittica.